# Дехтярев, Кузьма Иванович
Кузьма Иванович Дехтярев (1718 — 15 (26) апреля 1774) — яицкий казак, участник Пугачёвского восстания.

## Биография
Дехтярев участвовал в восстании яицких казаков 1772 года. К Пугачёвскому восстанию примкнул в начале января 1774 г., и с того времени стал одним из атаманов восставших казаков. Руководил осадой т. н. «Крепости Михайло-Архангельского собора» в Яицком городке. В течение трёх с половиной месяцев осады повстанцы не раз предпринимали попытки овладеть крепостью штурмами, артиллерийскими обстрелами, взрывами минных подкопов, но успеха так и не добились.
В начале апреля 1774 из Татищевой крепости к Яицкому городку направилась бригада П. Д. Мансурова. Пугачёвцы решили воспрепятствовать Мансурову. Навстречу ему выступил сводный отряд (500—600 казаков с пятью пушками), во главе с А. А. Овчинниковым, А. П. Перфильевым и К. И. Дехтяревым. Встреча произошла 15 апреля, в 50 верстах восточнее Яицкого городка, у реки Быковки. В завязавшемся бою пугачёвцы потерпели поражение и бросились спасаться бегством, преследуемые на протяжении 12 вёрст неприятельской конницей. На поле боя и во время бегства было убито более сотни казаков, среди которых оказался и Дехтярев.
Но три недели спустя атаман Овчинников, преодолев сотни вёрст пути оренбургскими степями и отрогами Южного Урала, привёл остатки сводного отряда к Магнитной крепости, где и соединился с основными силами Пугачёва.
Дехтярев упоминается Пушкиным в «Истории Пугачёва» и архивных заготовках к ней. Пушкину удалось познакомиться со вдовой Дехтярева, Матреной Алексеевной (которая была на 33 года моложе своего супруга). Дехтярева была очевидицей штурма и взятия пугачёвцами Татищевой станицы 27 сентября 1773 г. и происходившей тут же 22 марта 1774 г. битвы, в которой Пугачёв потерпел поражение… Со слов Матрёны Алексеевны, поэт внёс в свои «Оренбургские записи» свидетельства о гибели от рук пугачёвцев коменданта Татищевой крепости полковника Елагина и о трагической судьбе его дочери Татьяны Харловой.